# USS Nicholson (DD-442)
USS Nicholson (DD-442) là một tàu khu trục lớp Gleaves được Hải quân Hoa Kỳ chế tạo trong Chiến tranh Thế giới thứ hai. Nó đã tham gia suốt Thế Chiến II, sống sót qua cuộc xung đột, và tiếp tục hoạt động sau chiến tranh như một tàu huấn luyện dự bị. Nó được chuyển cho Hải quân Ý như là chiếc Aviere (D 554) vào năm 1951, và phục vụ cho đến khi bị đánh chìm như một mục tiêu năm 1975. Nó là chiếc tàu chiến thứ ba của Hải quân Hoa Kỳ được đặt tên theo gia tộc Nicholson, vốn có nhiều thành viên hoạt động nổi bật trong lịch sử Hải quân Hoa Kỳ.

## Thiết kế và chế tạo
Nicholson được chế tạo tại Xưởng hải quân Boston. Nó được đặt lườn vào ngày 1 tháng 11 năm 1939; được hạ thủy vào ngày 31 tháng 5 năm 1940, và được đỡ đầu bởi bà S. A. Bathriek, chắt của Samuel Nicholson (1743–1811). Con tàu được cho nhập biên chế cùng Hải quân Hoa Kỳ vào ngày 3 tháng 6 năm 1941 dưới quyền chỉ huy của Trung tá Hải quân J. S. Keating.

## Lịch sử hoạt động

### Mặt trận Đại Tây Dương
Sau chuyến đi chạy thử máy tại vùng bờ Đông Đại Tây Dương, Nicholson hoạt động hộ tống các đoàn tàu vận tải băng qua vùng biển Bắc Đại Tây Dương đầy bão tố lẫn tàu ngầm U-boat đối phương, thoạt tiên từ Boston, Massachusetts đến Newfoundland, và sau đó đến tận Scotland và Anh Quốc, cho đến mùa Thu năm 1942. Nó trải qua một giai đoạn huấn luyện ngắn ngoài khơi bờ biển Virginia nhằm chuẩn bị để tham gia Chiến dịch Torch, cuộc đổ bộ của lực lượng Đồng Minh lên Bắc Phi. Tuy nhiên, một trục trặc turbine đã ngăn trở nó tham gia các hoạt động đổ bộ ban đầu. Nó đi đến nơi bốn ngày sau đó, 12 tháng 11 năm 1942, để trợ giúp vào việc tuần tra và bình định các bãi đổ bộ. Nó sau đó tham gia Chiến dịch Tunisia đổ bộ lên Bizerte, cũng như trong Chiến dịch Avalanche nhằm đổ bộ lên Salerno; phải chịu đựng những cuộc không kích nặng nề của Không quân Đức trong cả hai trận này.

### Mặt trận Thái Bình Dương
Sau năm tháng hoạt động tại khu vực Địa Trung Hải, Nicholson quay trở về Hoa Kỳ để được đại tu nhằm chuẩn bị cho việc được điều động sang Mặt trận Thái Bình Dương. Nó khởi hành từ Boston vào đầu tháng 1 năm 1944; và sau khi đi đến New Guinea vào tháng 2, nó được phân công bảo vệ các tàu đổ bộ LST trong Chiến dịch mũi Gloucester vốn đang được tiến hành. Trong suốt quá trình Chiến dịch New Guinea kéo dài, bao gồm một loạt các cuộc tấn công tiếp nối dọc các điểm bờ biển và các đảo lân cận, chiếc tàu khu trục đã bắn pháo hỗ trợ cho binh lính trên bờ. Nhiệm vụ tương tự diễn ra tại quần đảo Admiralty, nơi trong hoạt động chinh phục Seeadler Harbor, nó được phân công đối đầu với một khẩu đội pháo bờ biển đối phương trên đảo Hauwei. Một quả đạn pháo 4 inch đã bắn trúng phòng tiếp đạn tháp pháo số 2, làm thiệt mạng ba người và bị thương bốn người. Dù sao khẩu đội pháo đối phương cũng bị quét sạch.
Vào tháng 8 năm 1944, Nicholson gia nhập Đệ Tam hạm đội tại khu vực quần đảo Marshall, và hộ tống các tàu sân bay nhanh trong các chiến dịch không kích lên Bonin, Đài Loan và Philippines; hỗ trợ cho cuộc tấn công quần đảo Palaus cũng như vô hiệu hóa Yap. Quay trở lại khu vực Philippines, đội của nó trợ giúp Đệ Thất hạm đội trong cuộc đổ bộ lên Leyte và trận Hải chiến vịnh Leyte mang tính quyết định, trước khi nó lên đường quay trở về Seattle, Washington để đại tu.
Quay trở lại khu vực Tây Thái Bình Dương vào tháng 2 năm 1945, Nicholson hộ tống tàu bè đi lại giữa Guam và Ulithi, và đi đến ngoài khơi Okinawa cho cuộc tấn công đổ bộ lên đây vào cuối tháng 3. Phục vụ trong vai trò cột mốc radar, nó tránh không bị hư hại bởi máy bay tấn công cảm tử kamikaze, và còn cứu vớt những người sống sót từ các tàu khu trục Little (DD-803) và Morrison (DD-560) bị đánh trúng. Gia nhập trở lại Đệ Tam hạm đội cho chiến dịch không kích sau cùng xuống các đảo chính quốc Nhật Bản, nó đang ở ngoài khơi Honshū khi khi chiến tranh kết thúc; đi đến Sagami Wan vào ngày 29 tháng 8 và tiến vào vịnh Tokyo vào ngày 15 tháng 9.

### Sau chiến tranh và phục vụ cùng Hải quân Ý
Quay trở về San Diego, California vào ngày 6 tháng 11, Nicholson lên đường băng qua kênh đào Panama để đi sang vùng bờ Đông, đi đến Charleston, South Carolina vào ngày 23 tháng 11 để gia nhập Hạm đội Dự bị Đại Tây Dương. Nó được cho xuất biên chế vào ngày 26 tháng 2 năm 1946, và được sử dụng vào việc huấn luyện Hải quân Dự bị tại Quân khu Hải quân 3 từ ngày 30 tháng 11 năm 1948.
Nó được cho nhập biên chế trở lại vào ngày 17 tháng 7 năm 1950; rồi xuất biên chế một lần nữa để chuyển cho Hải quân Ý vào ngày 15 tháng 1 năm 1951. Nó được đổi tên thành Aviere, cải biến thành một tàu thử nghiệm pháo vào năm 1970, trước khi ngừng hoạt động và bị đánh chìm như một mục tiêu vào năm 1975.

## Phần thưởng
Nicholson được tặng thưởng mười Ngôi sao Chiến trận do thành tích phục vụ trong Thế Chiến II.